# インシテミル
『インシテミル』は、米澤穂信による日本の推理小説。クローズド・サークルと化した実験場「暗鬼館」を舞台とした、「デスゲーム」を主題としたミステリ作品である。
作者の米澤穂信は、「自分なりにとことんミステリを追究した」作品と語っている。また、こういうミステリもまた好きだったという思いに「ひたすら淫してみよう」と思い立って書き始めたことから『インシテミル』という題をつけたと述べている。
2007年度の第8回本格ミステリ大賞の最終候補作に残ったほか、本格ミステリ・ベスト10で4位、週刊文春ミステリーベスト10で7位に、このミステリーがすごい! で10位。島田荘司監修の黄金の本格にも選ばれた。2010年6月10日に文庫が発売され、2025年1月時点で累計68万部。
2010年には『インシテミル 7日間のデス・ゲーム』（インシテミル なのかかんのデス・ゲーム）のタイトルで映画化された。

## あらすじ
「ある人文科学的実験の被験者」になり、7日24時間監視付きで隔離生活するだけで時給11万2000円がもらえるという募集に釣られ、何も知らずに「暗鬼館」に年齢も性別も様々な12人の男女が集った。実験内容は、より多くの報酬を巡って参加者同士が殺し合う、殺人ゲームだった。
各々の個室には、殺人に利用できる、種類の異なる凶器が1つずつ用意され、夜間は部屋から出ることが禁じられるなど多くのルールがある。人を殺せばより多くの報酬が得られるが、犯人であることを指摘されれば報酬は減額する。何もしなくても報酬が貰えるならと、行動を起こさないことが参加者の間で暗黙の了解となり、落ち着いたように見えた。
だが3日目の朝、銃殺された西野岳の死体が発見され、参加者たちは疑心暗鬼に陥る。3日目の夜、恐怖に駆られた岩井壮助は犯人だと疑っていた真木峰夫を誤ってボウガンで射殺する。4日目の朝、岩井はボウガンを持って自室のジャグジーに鍵をかけて籠城するが、〈解決〉によって召喚された〈ガード〉に突破され〈監獄〉送りとなる。
4日目から5日目にかけての夜に、参加者による見廻りが行われるが、その最中に〈霊安室〉にて吊り天井で圧殺された大迫雄大と箱島雪人の死体が発見される。5日目の話し合いにて、大迫と箱島を殺した犯人として疑われた釜瀬丈が、大迫の恋人である若菜恋花に銃殺され、直後に若菜も自殺する。
6日目、結城理久彦によって西野が〈クラブ〉のサクラであること、西野の死はガードによるものであったことが暴かれる。しかし推理で先を越されたことにプライドを傷つけられた安東吉也は、関水美夜に唆されて結城を大迫・箱島殺しの犯人であると〈解決〉し、結城を〈監獄〉送りにする。
7日目の昼、〈暗鬼館〉に耐えきれなくなった渕佐和子の提案で、残っていた4人は脱出することに決める。大迫・箱島殺しの真犯人である関水は〈被害者〉ボーナスによって目標報酬総額である10億円を得るために、渕から渡された凶器で自殺を図るが〈監獄〉から脱出した結城と岩井に阻止される。結城は関水の報酬が10億円になるように自分の報酬から送金するよう〈クラブ〉に頼んだ後、〈躊躇の間〉から外に出て実験を終わらせる。
〈暗鬼館〉実験から7日後、結城のもとに須和名祥子から〈明鏡島〉実験の誘いの手紙が届く場面で物語は幕を閉じる。

## 登場人物
結城 理久彦（ゆうき りくひこ）
本作の主人公。ごく普通の男子大学生。英語と暗算、銀杏が苦手。
楽天家な性格だが、時に鋭い洞察力を発揮する。コンビニで出会った須和名祥子に頼まれ、アルバイト情報誌の確認を手伝ったことで、怪しげな実験モニターの募集を知り、車の購入資金のため実験に応募する。
凶器は「殴殺」用の火掻き棒。
報酬総額は33万500円。
映画版では、フリーターに変更されている。原作に比べ、内向的な性格として描かれた。
須和名 祥子（すわな しょうこ）
本作のヒロイン。結城よりも少し年上。浮世離れしたお嬢様（結城曰く「住む世界が違う」）。
品位があり、いつも丁寧な口調で話している。しかし、ドライで超然的な振る舞いを取るシーンもある。コンビニで、アルバイト情報誌の見方を教えて欲しいと結城に声をかける。応募動機は、指を一本立てて「滞っている」からと他のモニターには話す。
凶器は「毒殺」用のニトロベンゼン。
報酬総額は1769万6000円。
映画版では、OLに変更されている。原作に比べ、超然とした面は鳴りを潜めている。
大迫 雄大（おおさこ ゆうだい）
大学3年生。参加者の中でも、群を抜いて大柄な男。
リーダーシップを発揮し、監視するだけで何もしようとしない〈クラブ〉には怒りを覚える。応募動機は、若菜との結婚資金のため。
箱島と共にリーダーの立場になり、隠し通路を探そうとしたり、事件が起きてからは必ず3人以上で行動するようにと提案したりするなど、事件を防ぐために行動する。
凶器は「撲殺」用のマンドリン。
報酬総額は不明だが、探偵ボーナス×3と被害者ボーナス×1.2を得ている。
映画版では「信頼されるから」という理由で研修医と騙っている。暗鬼館の状況を楽しんでいる様子を見せている。
若菜 恋花（わかな れんか）
幼い印象を与える大迫の恋人で、常に行動を共にする。渕のことを知っている。
凶器は「銃殺」用の22口径の空気ピストル。
報酬総額は不明だが、犯人ボーナス×2と被害者ボーナス×1.2を得ている。
映画版での名前は「橘 若菜（たちばな わかな）」。ネイリスト。
釜瀬 丈（かませ じょう）
小太りで猫背の男。大迫に頼りがいを感じ、付いていくことが多い。
凶器は「刺殺」用の水筒に入った氷のナイフ。
報酬総額は不明だが、被害者ボーナス×1.2を得ている。
映画版では未登場。
西野 岳（にしの がく）
くたびれた雰囲気の撫で肩の男。メンバーの中では年長の方で、38歳。3日目の朝、遺体で発見される。
凶器は「自殺」用の赤い丸薬。
報酬総額は不明だが、ガードの制圧によって死亡しているため恐らく弔慰金3億円を得ている。
映画版では「西野 宗広（にしの むねひろ）」という名前に変更されている。色々な仕事を転々としていた。人の神経を逆なでするような言動をとったり、他の参加者の疑心暗鬼を煽ったりしている。2日目の朝に遺体で発見される。
岩井 壮助（いわい そうすけ）
金髪の男。結城曰く「様になっていないビジュアル系」。西野とは3歳違い。他の参加者よりも、状況に恐怖している。
西野と最後まで一緒だった真木が西野殺害の犯人だと思い、ボウガンで射殺してしまう。
凶器は「射殺」用のボウガン。
報酬総額は1759万6800円。犯人ボーナス×2を得ているが、4日目の朝から監獄に収容されている。
映画版では、原作と違い状況に恐怖しておらず、それどころか西野の遺体をみて笑顔を浮かべている。大迫に西野を殺した犯人と疑われ、監獄行きとなる。
箱島 雪人（はこしま ゆきと）
学生。女性的な容姿と声をしている美形の男。大迫とともに、メンバーの中心になり、金に釣られて損をする殺人を犯すのは馬鹿だと言い切る。
殺人事件をゲームのように割り切る態度から、結城や渕それに安東、および関水からは信頼されていない。
凶器は「撃殺」用のスリングショット。
報酬総額は不明だが、助手ボーナス×1.5と被害者ボーナス×1.2を得ている。
映画版では下の名前が真木峰夫と組み合わされた「真木雪人」が登場する。
真木 峰夫（まき みねお）
彫りが深く顎のラインが細い、綺麗な男。安東曰く「様になっているビジュアル系」。他のメンバーに対して壁を作っているようなところがあり、単独行動が多い。
2日目の夜に最後まで西野と飲んでいた。犯人を捕まえてやりたいと考えていたが、岩井によって殺害される。
凶器は「斬殺」用の手斧。
報酬総額は不明だが、被害者ボーナス×1.2を得ている。
映画版での名前は「真木 雪人（まき ゆきと）」。応募動機は「コツコツ働くのが馬鹿らしいから」。そっけない態度から、西野に「引きこもり」呼ばわりされた。
関水 美夜（せきみず みや）
少年ぽさを持つ少女。機嫌が悪そうで刺々しい雰囲気を持つ。結城と同じく銀杏が苦手。
凶器は「薬殺」用のニコチン。
報酬総額は10億円。
映画版では自己紹介でウェブデザイナーと名乗っている。渕のことを恐れている。
安東 吉也（あんどう よしや）
眼鏡をかけた飄々とした男。プライドが高い性格で、大迫や箱島に対抗するように、結城や須和名と行動を共にしている。
ビームライフル部に所属しており、相当な腕前を持つ。
凶器は「絞殺」用の紐。
報酬総額は442万4000円。大迫と箱島2人分の解決に失敗したことで総額0.5倍のペナルティを2件受け、報酬総額を0.25倍にされている。
映画版では壮年の男性で、原作と最も設定や役回りが異なっている。倒産した建築会社の元社長。アルコール依存症で暗鬼館でも酒を飲もうとしたが、結城の助言を受けて断酒を始める。
渕 佐和子（ふち さわこ）
少しぽっちゃりした女。西野とともに年長の女性。若菜が通う大学の近くで弁当屋を営んでいた。メンバーへの配膳を進んで行っている。
凶器は「爆殺」用のウッドクラブ。
報酬総額は1769万6000円。
映画版では自己紹介で世田谷在住の専業主婦と名乗っているが、実際は下町の弁当屋で、5人の子持ち。ミステリー小説の愛読者で、インディアン人形の意味に気づいている。

## 用語
SHMクラブ
ホストに依頼され、彼らの望む実験を代わりに運営している団体。「クラブ」と表記される。単行本では「実務連絡汎機構」または「機構」と表記されている。
主人
〈実験〉の企画者。作中では、スピーカー越しの声のみ。結城曰く「空気の読めないミステリ読み」。
解決
事件に関しての推理を皆の前で披露し、探偵役（および助手）と犯人を除いたその場にいる人数のうち半数以上が賛成した場合、犯人が決定するというもの。
夜
午後10時から午前6時までのこと。この間は自分の個室から出てはならないというルールがある。
ガード
「暗鬼館」内で、12人のモニターの他に活動するロボット。死傷者の回収や現場の清掃、暴力的な混乱を鎮めるような場合に呼ぶことができる。「監獄」に入ることが決まった者が抵抗した場合や、危害を加えられると、モニターに反撃することが可能。夜の間の見回りで自分の個室から出ている者に対しては、警告が行われ累積すると殺害が可能となる。最大速度は時速20キロメートル。
躊躇の間
施設内にある隠し通路から続く、外に通じる部屋。ここに1人でも入れば、館内のエネルギー供給は停止する。

## 実験の舞台
地下に作られた、洋館風の施設〈暗鬼館〉（あんきかん）が、実験の舞台となる。12人のモニターは、随所に仕掛けられた監視装置にて、常に行動を記録されている。実験開始時や、ルールについての説明、〈解決〉開始の宣言など、スピーカーから〈クラブ〉の指示が流れる。
暗鬼館は円状になっており、中央には、ラウンジ (Lounge)、レストルーム (Rest Room)、ダイニング (Dining Room) とキッチン (Kitchen) の4部屋がある。ラウンジから出る3つの出入り口は、円周上の17の部屋につながっている。部屋は1から12までナンバリングされた人数分の個室 (Private Room) と、霊安室 (Mortuary)、娯楽室 (Recreation Room)、監獄 (Prison)、守衛整備室 (Guard Maintenance Room)、金庫 (Vault) の5部屋がある。
ラウンジ
円型の部屋。ダイニングに通じる扉と3つの出入り口がある。深い飴色の円卓があり、そこには12体のネイティブアメリカン人形が並んでいる。
ラウンジの天井には外部と繋がる出口があり、終了条件を満たすと梯子が降りてくる。
ダイニング
ラウンジの白木の扉から通じている、食堂として使われる部屋。
キッチン
コンロやシンクなどは無い。コーヒーや紅茶、酒類などの飲み物が置かれているほか、〈クラブ〉から供給される食料をランチボックスから取り出すことができる。
個室
12ある個室。部屋のドアは引き戸で鍵がかからない。ベッド、クローゼット、洗濯機、洗面室、ジャグジーがある。唯一ジャグジーだけは鍵がかかるようになっているが、室内の温度はサウナ並に高く、長時間中に籠もることはできないようになっている。
扉の開閉は静かで、閉め切ると内側の音が聞こえない完全な防音となっている。
"TOY BOX"と書かれた箱が置いてあり、部屋のナンバーが書かれたカードキーでのみロックを解除できる。その箱の中にあるものが、各人に与えられる武器で、「○殺」との言葉から始まる解説書（メモランダム）が添えられている。実験に関するルールブックも入っている。
霊安室
中には10個の棺桶が並んでいる。隣には12号室がある。
娯楽室
ビリヤードやトランプなどの遊具や、タイプライター風のワープロが置かれている。
守衛整備室
〈ガード〉が停留する部屋。夜になると巡回のために〈ガード〉が解放される。傷病者が発生すると〈ガード〉は傷病者を守衛整備室に運びこみ治療を行う。
監獄
〈解決〉で半数以上の賛成により犯人と認定された人物が、実験の残りの日数を過ごす部屋。
金庫
全員のカードキーをかざすと開けることができる。隣は1号室となっている。死亡または監獄に入ったモニターの所持武器を入れて使用不可能にする。
凶器
TOY BOXの中にあらかじめ用意されている。それぞれ、火掻き棒、手斧、ニトロベンゼン、スリングショット（パチンコ）、マンドリン、紐、ボウガン、自殺用の赤い丸薬、吊り天井の動作スイッチ、氷のナイフ、空気ピストル、爆薬が仕掛けられたゴルフクラブ、である。

## ルール

### 行動に関するルール
1. モニターは、〈夜〉の間は、自分の個室から出てはならない。外や別人の個室にいるところをガードに発見された場合、3回までは警告を受ける。3回警告を受けた者が次に発見された場合、ガードによって殺害される。
2. 事件が起きたら、モニターはそれを解決することができる。〈解決〉においては、直感によらない理由で犯人を指摘し多数決で決定する。
3. 1人以上のモニターが館内にある秘密の通路から外に出た場合、あるいは残りの人数が2人になった場合、7日未満で実験を終了することがある。

### 報酬に関するルール
基本給は時給11万2000円であり、期間は最大7日間、毎日24時間分給与が発生する。一定の条件を満たすと、報酬が増減する。なお被験者が死亡しても報酬は支払われ、その場合は「被害者ボーナス」を加えた額が直近の家族へと送金される。
増額する条件
- 犯人ボーナス - 他の参加者を殺害したものは、総額が2倍となる。累積する。
- 探偵ボーナス - 殺人事件に対して、〈解決〉の場で正しい犯人を指摘したものは、総額が3倍となる。累積する。
- 〈解決〉にあたって、証言が根拠として認定されたものは10万円のボーナスが与えられる。
- 被害者ボーナス - 他の参加者に殺害されたものは総額が1.2倍となる。
- 助手ボーナス - 〈解決〉の際に、助手として指名され役に立ったものは総額が1.5倍となる。
- ガードの攻撃によって死亡した場合、3億円が支払われる。

減額される場合
- 〈解決〉の際に、探偵として殺人を犯していない相手を犯人と指名してしまいそれを自身で訂正できなかった場合、探偵ボーナスを全て取り消しかつ総額が0.5倍になる。累積する。ただし〈実験〉終了までに自ら訂正した場合はこの限りではない。
- 監獄に入れられた者は、以降の時給が780円となる。
- 殺人を行おうとする際に第三者に見つかり制止されても従わなかった場合、全額没収となり、以降監獄に収容される。

## 映画
『インシテミル 7日間のデス・ゲーム』（インシテミル なのかかんのデス・ゲーム）のタイトルで、ホリプロ50周年記念作品として2010年10月16日に松竹系ほかで公開された。キャストは全員ホリプロ所属者である。
2010年10月16、17日初日2日間で興収2億573万7600円、動員は15万1558人になり映画観客動員ランキング（興行通信社調べ）で初登場第3位となった。ワーナー・ブラザース映画初の日本映画海外配給作品としてフランス、オランダなど世界28か国地域で配給。
2010年8月16日よりTSUTAYAで『インシテミルをもっと楽しむメイキングDVD』付前売券が発売。aja.jpでは映画を記念した時給112,000円のアルバイトが実際に募集された。
2010年10月15日にはテレビ特番・金曜スーパープライム『天国と地獄ツアーin香港・超豪華&超珍品料理に絶叫！』と『映画情報シネマガ拡大版「インシテミル 7日間のデス・ゲーム」公開記念SP!!』が放送、10月18日には『藤原竜也のオールナイトニッポンインシテミルスペシャル』がオンエアされた。
原作との相違点
- 釜瀬と箱島が登場せず、実験の参加者は10人となっている。
- 一部を除き、人物設定や配布された凶器が異なっている。ネイルガン、筋弛緩剤が登場する。
- 西野が遺体で発見されるのが実験の2日目である。
- 「躊躇の間」は存在せず、生存者2名となるか7日目のタイムアップまで出入り口は封鎖されている。

キャッチコピー
- 究極の心理戦。参加者10名決定！
- 時給112,000円の心理戦、参加者10名。
- 死ぬか、稼ぐか。
- 死の推理ゲームを制し、生き残って大金を得るのは、誰だ？
- 俺を殺すのは、誰だ？

### 登場人物
- 結城理久彦  - 藤原竜也
- 須和名祥子 - 綾瀬はるか
- 渕佐和子 - 片平なぎさ
- 関水美夜 - 石原さとみ
- 橘若菜 - 平山あや
- 大迫雄大 - 阿部力
- 西野宗広 - 石井正則
- 真木雪人 - 大野拓朗
- 岩井荘助 - 武田真治
- 安東吉也  - 北大路欣也

### 声の出演
- インディアン人形 - 日村勇紀（バナナマン）

### スタッフ
- 監督 - 中田秀夫
- 原作 - 米澤穂信
- 脚本 - 鈴木智
- 音楽 - 川井憲次
- 製作 - ウィリアム・アイアトン、堀義貴、宮崎洋
- 製作総指揮 - 小岩井宏悦、菅井敦、奥田誠治
- 撮影 - 林淳一郎
- 編集 - 高橋信之
- 主題歌 - May'n「シンジテミル」 (flying DOG)
- 配給 - ワーナー・ブラザース映画
- 制作プロダクション - ツインズジャパン
- 製作 - 「インシテミル 7日間のデス・ゲーム」製作委員会（ワーナー・ブラザース映画、ホリプロ、日本テレビ放送網、読売テレビ放送、住友商事、ツインズジャパン）

### Blu-ray / DVD
2011年2月23日発売。発売元はワーナー・ブラザース ホームエンターテイメント。
- 【初回限定生産】インシテミル 7日間のデス・ゲーム ブルーレイ&DVDセット プレミアムBOX（4枚組）
  - ディスク1：本編Blu-ray
    - 映像特典
      - 藤原竜也インタビュー
      - 綾瀬はるかインタビュー&メッセージ
      - 石原さとみインタビュー&メッセージ
      - TVスポット
      - キャスト&スタッフ（メニュー）

  - ディスク2：本編DVD
    - 映像特典：本編Blu-rayと同様

  - ディスク3：特典DVD1
    - 綾瀬はるかグリーティング（NG編）
    - 初日舞台挨拶

  - ディスク4：特典DVD2
    - 新人 大野拓朗 撮影回顧録エンジテミル。
    - キャストインタビュー集
    - 綾瀬はるかの撮影現場で（＾▽＾）シテミル
    - バナナマン日村勇紀 ナレーション風景
    - 現ナマ1億円登場！ プレミア試写会！
    - 監視映像（隠しコマンド）

  - 封入特典
    - フォトブック (20P)

  - 特製アウターケース付きデジパック仕様
- インシテミル 7日間のデス・ゲーム ブルーレイ&DVDセット（3枚組）
  - ディスク1：本編Blu-ray
    - 映像特典：ブルーレイ&DVDセット プレミアムBOX・ディスク1と同様

  - ディスク2：本編DVD
    - 映像特典：ブルーレイ&DVDセット プレミアムBOX・ディスク2と同様

  - ディスク3：特典DVD（ブルーレイ&DVDセット  プレミアムBOX・ディスク3と同様）
- インシテミル 7日間のデス・ゲーム DVD版（1枚組）
  - 映像特典：ブルーレイ&DVDセット プレミアムBOX・ディスク2と同様